# Pręgowiec amerykański
Pręgowiec amerykański (Tamias striatus) – gatunek ssaka z podrodziny afrowiórek (Xerinae) w rodzinie wiewiórkowatych (Sciuridae), występujący we wschodniej  Ameryce Północnej. Jedyny przedstawiciel rodzaju pręgowiec (Tamias).

## Tryb życia
Pręgowiec amerykański żyje licznie we wszystkich wschodnich stanach USA i na południowym wschodzie Kanady. Najczęściej zamieszkuje  lasy liściaste i krzewiaste biotopy. Lubi też skaliste tereny. Pręgowiec nie jest zwierzęciem płochliwym i bez obawy mieszka w pobliżu ludzkich siedzib.
Choć pręgowiec umie się bardzo zwinnie wspinać i żyje w lasach (lub ich pobliżu) na drzewa wchodzi bardzo rzadko. Żyje najczęściej na ziemi i podczas leśnych wędrówek wydeptuje sobie stałe trasy i ścieżki. Zakłada pod ziemią rozległe i skomplikowane korytarze, często pod zwalonymi i wyrwanymi drzewami, stale je rozbudowując. Tunele te, z wieloma wejściami, osiągają długość do 10 m.
Większość roku pręgowiec spędza samotnie broniąc terytorium w pobliżu swojej nory. Jego wielkość zmienia się i uwarunkowane jest zasobami pokarmowymi, uzależnionymi od pory roku.

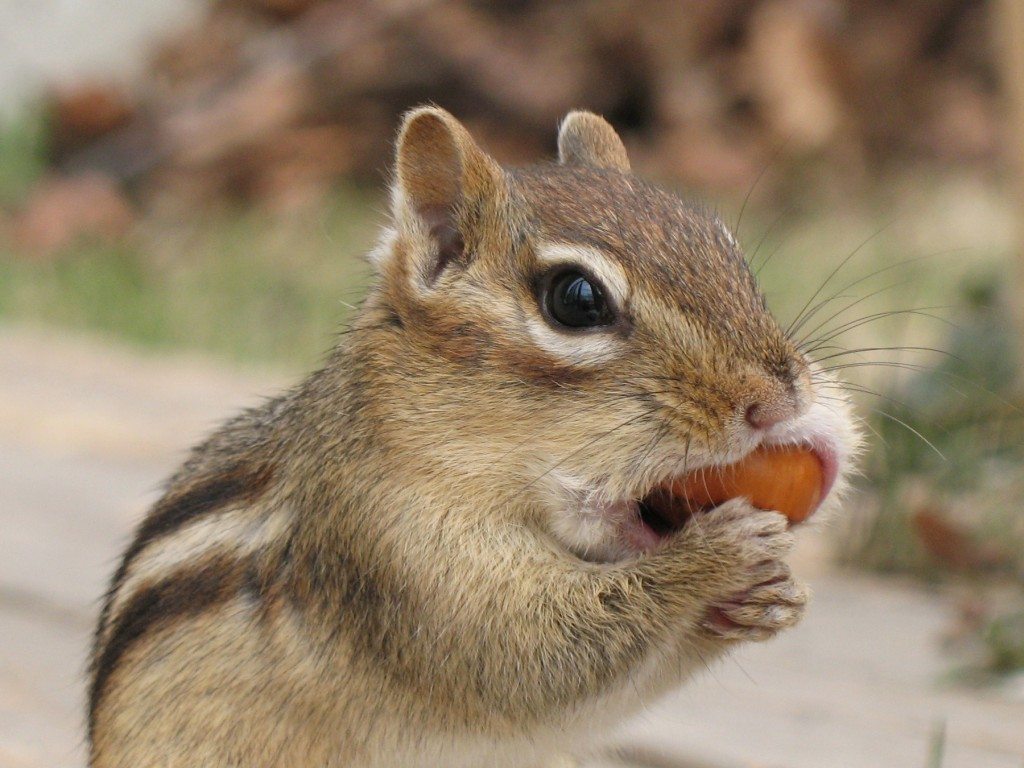
Spożywający pokarm Pręgowiec amerykański

## Pożywienie
Pręgowiec amerykański nie jest wybrednym zwierzęciem i jego jadłospis jest bardzo obszerny. Najczęściej żywi się różnymi nasionami, orzechami i  jagodami. Od czasu do czasu zjada nawet ślimaki, owady, pająki, a nawet pisklęta i ptasie jaja. Niekiedy chwyta też myszy i małe węże.
Najwięcej pożywienia znajdują w lesie na ziemi, jednak jeśli jest to konieczne potrafi zrywać orzechy i owoce wiszące jeszcze na drzewie. Po znalezieniu pokarmu zjada tylko jego część, a resztę chowa jako zapasy na zimę w którejś ze swoich licznych kryjówek. Pręgowiec ma bardzo dobry węch, który pomaga mu w szukaniu zapasów.

## Rozmnażanie
Pręgowiec amerykański najczęściej rozmnaża się dwa razy w roku. Po raz pierwszy następuje to między lutym a kwietniem, później między czerwcem a sierpniem. W tym czasie samiczka zdolna jest do parzenia i zapłodnienia zaledwie przez 3-10 dni.

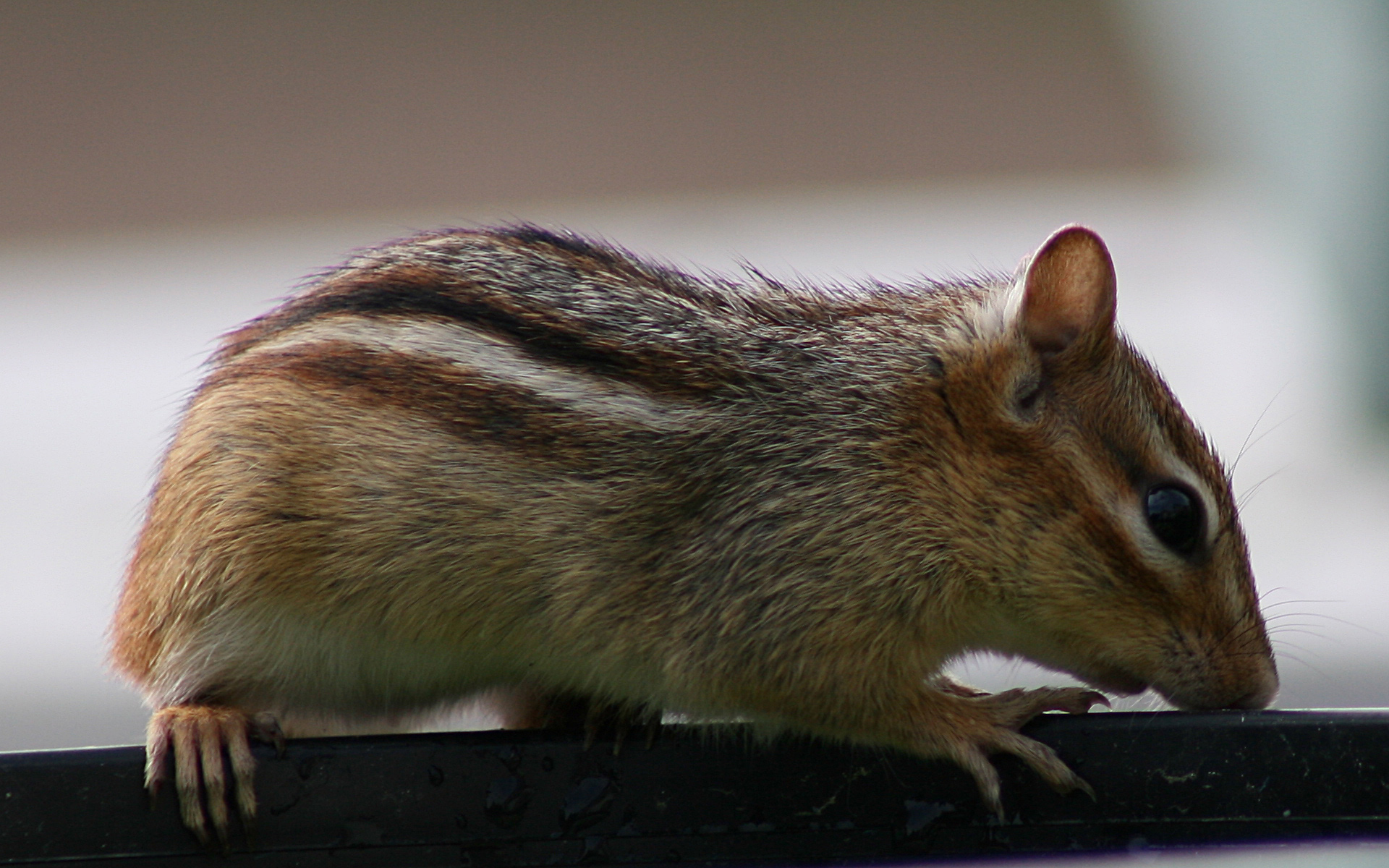

Samce zamieszkujący sąsiednie terytoria gromadzą się w tym czasie w rewirze samiczki, o której przychylność rywalizują. Pręgowce nie tworzą długotrwałych związków, lecz zaraz po parzeniu rozstają się, a wychowanie młodych spada na barki samicy. Ciąża trwa 31 dni i po tym czasie w bezpiecznie wygrzebanym gnieździe rodzi się 4-5 młodych. Przez okres miesiąca żywią się mlekiem matki, potem zaczynają jej towarzyszyć w wyprawach po pokarm. W wieku 6-8 tygodni opuszczają gniazdo i rozpraszają się po okolicy.
Młode rozwijają się bardzo szybko. W wieku trzech miesięcy są już całkowicie dojrzałe. Wyruszają wtedy na poszukiwanie własnego terytorium, gdzie zadomawiają się i spędzają zimę. Z reguły następnej wiosny są już zdolne do rozrodu.